# 名古屋医専
名古屋医専（なごやいせん）は、愛知県名古屋市中村区にある私立専修学校。学校法人日本教育財団が運営する。大阪医専、首都医校とは総合メディカル学園を形成している。

## 沿革
- 2008年 - 設置。

## 所在地
- 名古屋医専 総合校舎
  - 愛知県名古屋市中村区名駅4-27-1（モード学園スパイラルタワーズ内）

## 学科
- 救急救命学科（昼間3年制）
- 臨床工学学科（昼間4年制）
- 高度専門士看護学科（昼間4年制）
- 高度看護保健学科（昼間4年制）
- 実践看護学科（昼間3年制）
- 保健師学科（昼間1年制）
- 助産師学科（昼間1年制）
- 診療情報管理学科（昼間3年制）
- 医療秘書学科（昼間2年制）
- 理学療法学科（昼間4年制）
- 作業療法学科（昼間4年制）
- 言語聴覚学科（昼間2年制）
- 視能訓練学科（昼間3年制）
- 歯科衛生学科（昼間・夜間3年制）
- 鍼灸学科（昼間・夜間3年制）
- 柔道整復学科（昼間・夜間3年制）
- 社会福祉士学科（昼間1年制）
- 精神保健福祉士科（昼間1年制）
- 専科
  - 手話検定科（初級コース・中級コース）
  - 医療英語科
  - 医療中国語科
  - 医療ポルトガル語科
  - セラピーメイク科
  - 東洋健康美容科
  - メディカルトレーナー科
  - 福祉住環境コーディネーター科
  - メディカルメイク科
  - 認知症ケア科
  - 音楽療法科
  - 心理カウンセリング科
  - サービス接遇検定科
  - メンタルヘルスマネジメント検定科

## 取得可能資格
- 救急救命士国家試験受験資格
- 臨床工学技士国家試験受験資格
- 看護師国家試験受験資格・保健師国家試験受験資格・助産師国家試験受験資格
- 養護教諭2種
- 衛生管理者
- 理学療法士国家試験受験資格
- 作業療法士国家試験受験資格
- 言語聴覚士国家試験受験資格
- 視能訓練士国家試験受験資格
- はり師試験・きゅう師試験受験資格
- 柔道整復師試験受験資格
- 社会福祉士国家試験受験資格
- 精神保健福祉士国家試験受験資格
- 診療情報管理士資格受験資格

## 附属機関
- 名古屋医専附属治療院

## 出身著名人
- ゆめまる - YouTuber、東海オンエアのメンバー